# Mahmoud Abou El-Saoud
Mahmoud Abou El-Saoud (ar. محمود ابو السعود, ur. 30 listopada 1987) – piłkarz egipski grający na pozycji bramkarza.

## Kariera klubowa
El-Saoud jest wychowankiem klubu El Mansoura SC. W 2007 roku zadebiutował w jego barwach w pierwszej lidze egipskiej. Od czasu debiutu był pierwszym bramkarzem klubu. W 2010 roku odszedł do Al-Ahly Kair. Był z niego wypożyczony do El Mokawloon SC i Olympic El Qanah FC. W 2014 przeszedł do El Mokawloon SC.

## Kariera reprezentacyjna
W reprezentacji Egiptu El-Saoud zadebiutował 2 października 2009 roku w wygranym 4:0 towarzyskim spotkaniu z Mauritiusem. W 2010 roku został powołany przez Hassana Shehatę do kadry na Puchar Narodów Afryki 2010, na którym pełnił rolę rezerwowego dla Essama El-Hadary'ego. Z Egiptem wywalczył mistrzostwo kontynentu.